# کابیروپیدائه
کابیروپیدائه (نام علمی: Cabiropidae) خانواده‌ای از جورپایان دریایی است. این سخت‌پوستان انگلی در زیرراسته سیموثویدا قرار دارد. شرح اصلی این خانواده در سال ۱۸۸۷ توسط ژیراد و بونیر (به انگلیسی: Giard and Bonnier) صورت پذیرفت. این خانواده هایپرپارازیت است و میزبان آنها خود از جورپایان انگلی هستند.

## رده‌بندی
این خانواده شامل ۱۳ جنس است که عبارتند از:
- Aegoniscus Barnard, 1925
- Ancyroniscus Caullery & Mesnil, 1919
- Arcturocheres Hansen, 1916
- Bourdonia Rybakov, 1990
- Cabirops Kossmann, 1884
- Cirolanoniscus Pillai, 1966
- Cironiscus Nielsen, 1967
- Clypeoniscus Giard & Bonnier, 1895
- Gnomoniscus Giard & Bonnier, 1895
- Munnoniscus Giard & Bonnier, 1895
- Perezina Nierstrasz & Brender à Brandis, 1930
- Podoniscus Bourdon, 1981
- Rolandoniscus Boyko, 2013